# Jigoku-Retsuden
Jigoku-Retsuden (även känt som Kiss Best - Kissology) är ett samlingsalbum av Kiss. Albumet innehåller nyinspelade klassiker och markerar Tommy Thayers första studioinspelning med bandet som officiell medlem. Albumet släpptes endast i Japan. Det återutgavs senare som bonusskiva till albumet Sonic Boom 2009.

## Låtlista
1. Deuce
2. Detroit Rock City
3. Shout It Out Loud
4. Hotter Than Hell
5. Calling Dr. Love
6. Love Gun
7. I Was Made For Lovin' You
8. Heaven's On Fire
9. Lick It Up
10. I Love It Loud
11. Forever
12. Christine Sixteen
13. Do You Love Me
14. Black Diamond
15. Rock 'n Roll All Nite